# Liste der Kulturdenkmale in Tiefenbach (Federsee)

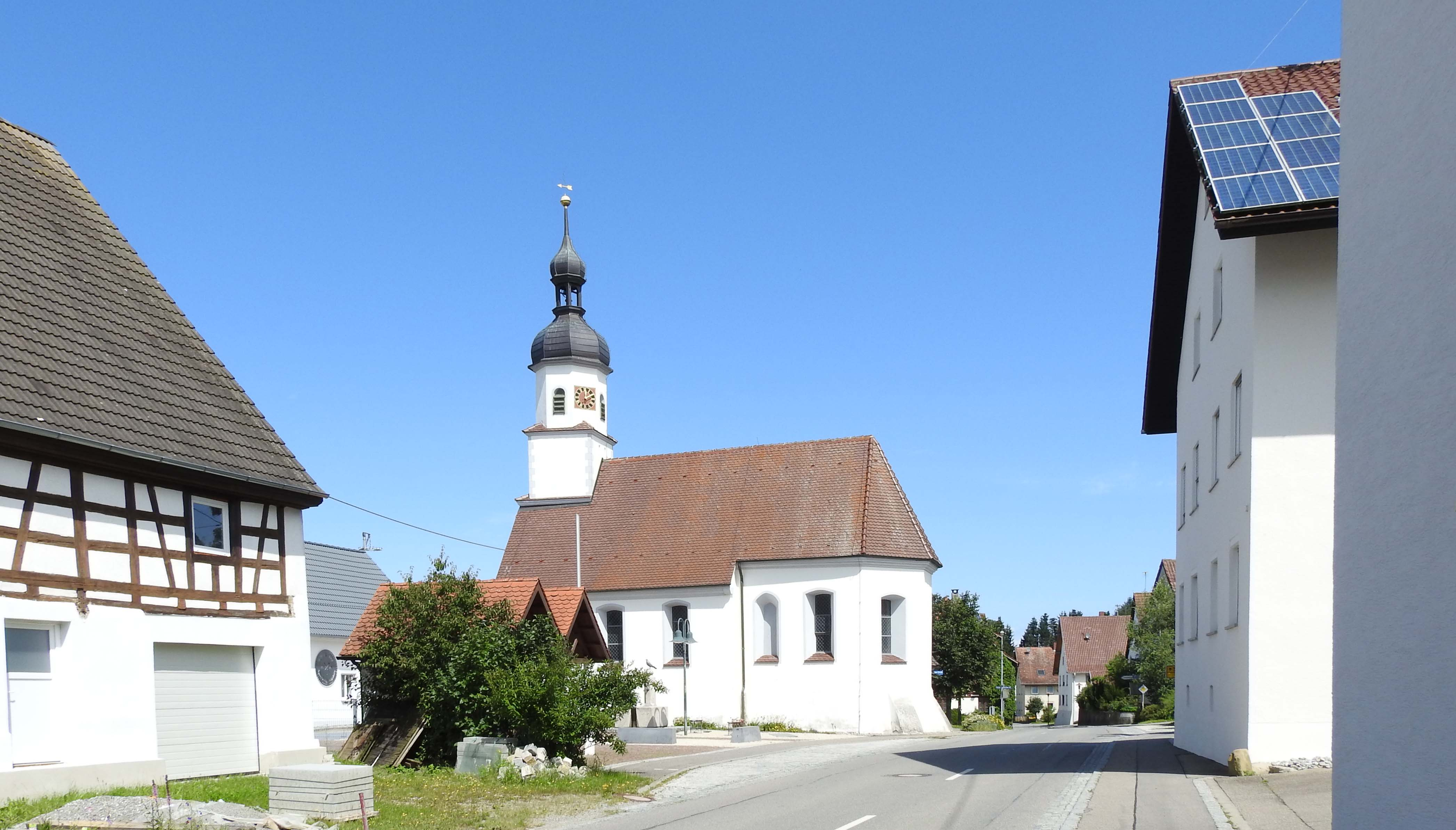

In der Liste der Kulturdenkmale in Tiefenbach sind alle Bau- und Kunstdenkmale der Gemeinde Tiefenbach und ihrer Teilorte verzeichnet. Sie leitet sich aus der Liste des Landesdenkmalamtes Baden-Württemberg, dem „Verzeichnis der unbeweglichen Bau- und Kunstdenkmale und der zu prüfenden Objekte“ ab. Diese Liste wurde im Mai 2000 erstellt. Die Teilliste für den Landkreis Biberach hat den Stand vom 17. April 2004 und verzeichnet acht unbewegliche Bau- und Kunstdenkmäler.

## Allgemein
- Bild: Zeigt ein ausgewähltes Bild aus Commons, „Weitere Bilder“ verweist auf die Bilder im Medienarchiv Wikimedia Commons.
- Bezeichnung: Nennt den Namen, die Bezeichnung oder die Art des Kulturdenkmals.
- Lage: Straßenname und Hausnummer oder Flurstücknummer des Kulturdenkmals, gegebenenfalls auch den Ortsteil. Die Grundsortierung der Liste erfolgt nach dieser Adresse. Der Link (Karte) führt zu verschiedenen Kartendiensten mit der Position des Kulturdenkmals. Fehlt dieser Link, wurden die Koordinaten noch nicht eingetragen. Sind diese bekannt, können sie über ein Tool mit einer Kartenansicht einfach nachgetragen werden. In dieser Kartenansicht sind Kulturdenkmale ohne Koordinaten mit einem roten bzw. orangen Marker dargestellt und können durch Verschieben auf die richtige Position in der Karte mit Koordinaten versehen werden. Kulturdenkmale ohne Bild sind an einem blauen bzw. roten Marker erkennbar.
- Datierung: Baubeginn, Fertigstellung, Datum der Erstnennung oder grobe zeitliche Einordnung entsprechend des Eintrags in der zuständigen Denkmaldatenbank (Landesamt für Denkmalpflege Baden-Württemberg).
- Beschreibung: Kurzcharakteristik des Kulturdenkmals.

## Tiefenbach
Die Gemarkung Tiefenbach liegt am nordöstlichen Rand des Federseebeckens.
| Bild | Bezeichnung                   | Lage                                                                                     | Datierung       | Beschreibung | ID |
| ---- | ----------------------------- | ---------------------------------------------------------------------------------------- | --------------- | --- | -- |
|      | Wegekreuz                     | Biberacher Straße (vor Nr. 12, Straße nach Tiefenbach nach Stafflangen, rechts, BC 1581) |                 | isernes Wegekreuz mit Corpus, Steinsockel Geschützt nach § 2 DSchG                                                                   |    |
|      | Wegekreuz                     | Buchauer Straße (neben Nr. 50, BC 1723)                                                  | 1857            | Wegekreuz mit Steinsockel Geschützt nach § 2 DSchG                                                                                   |    |
|      | Arrestzelle mit Gemeindewaage |                                                                                          |                 | Eingeschossiger Massivbau, Satteldach Geschützt nach § 2 DSchG                                                                       |    |
|      | Kirche St. Oswald             | Buchauer Straße 8                                                                        | 1414            | Rechteckiges Kirchenschiff mit Satteldach, im 18. Jahrhundert im Innern neu gestaltet, 1933, 1967 erneuert Geschützt nach § 28 DSchG |    |
|      | Bauernhaus                    | Buchauer Straße 27                                                                       | um 1900         | Einhaus Bauernhaus, traufständig, zweigeschossig, Fachwerkbau, Satteldach Geschützt nach § 2 DSchG                                   |    |
|      | Bauernhaus                    | Seeweg 10                                                                                | 20. Jahrhundert | Einhaus Bauernhaus, traufständig, zweigeschossig, Fachwerkbau, Satteldach Geschützt nach § 2 DSchG                                   |    |
|      | Holzplastik                   | Zieglerweg 3/1                                                                           | um 1470         | In der Nische Holzplastik Hl. Andreas, Ulmer Schule Geschützt nach § 2 DSchG                                                         |    |

### Außerhalb der Ortslage
Tiefenbach hat keine Teilorte.
| Bild | Bezeichnung | Lage                                                                       | Datierung | Beschreibung                                              | ID |
| ---- | ----------- | -------------------------------------------------------------------------- | --------- | --------------------------------------------------------- | -- |
|      | Wegekreuz   | Gewann Lange Äcker (Straße von Tiefenbach nach Stafflangen, links BC 1580) | 1900      | Wegkreuz aus Stein und Gusseisen Geschützt nach § 2 DSchG |    |